# Alacantí
Die Comarca Alacantí ist eine der neun Comarcas in der Provinz Alicante der Valencianischen Gemeinschaft.
Die im Zentrum gelegene Comarca umfasst 10 Gemeinden auf einer Fläche von 673,57 km².

## Gemeinden
| Gemeinde                | Einwohner (2024) | Fläche km² | Dichte Einw./km² | Cod INE | Postleitzahl |
| ----------------------- | ---------------- | ---------- | ---------------- | ------- | ------------ |
| Agost                   | 5.107            | 66,64      | 77               | 03002   | 03698        |
| Aigües                  | 1.189            | 18,47      | 64               | 03004   | 03569        |
| Alicante                | 358.720          | 201,27     | 1.782            | 03014   | 03000–03016  |
| Busot                   | 3.629            | 33,84      | 107              | 03046   | 03111        |
| El Campello             | 30.600           | 55,27      | 554              | 03050   | 03560        |
| Mutxamel                | 27.761           | 47,65      | 583              | 03090   | 03110        |
| Sant Joan d’Alacant     | 25.918           | 9,64       | 2.689            | 03119   | 03550        |
| San Vicente del Raspeig | 60.269           | 40,55      | 1.486            | 03122   | 03690, 03699 |
| La Torre de les Maçanes | 744              | 36,48      | 20               | 03132   | 03108        |
| Xixona                  | 7.307            | 163,76     | 45               | 03083   | 03100        |
| Comarca Alacantí        | 521.244          | 673,57     | 774              | –       | –            |